# One Piece : L'Aventure sans issue
One Piece : L'Aventure sans issue est le quatrième long métrage d'animation basé sur la franchise One Piece. Il est sorti dans les salles japonaises le 1er mars 2003 et en France le 20 juin 2012 directement en DVD.

## Synopsis
L'équipage au chapeau de paille participe à une course entre pirates où tous les coups sont permis. Ils font la connaissance de Gasparde, un ancien officier de la Marine devenu pirate.

## Dans la chronologie
Ce film peut s'intégrer sans problème dans la chronologie de la série animée. Il se déroule juste à la fin de l'arc Alabasta ; en effet Luffy ne sait pas encore que sa prime est désormais de 100 000 000 de berrys (à la suite de sa victoire sur Crocodile), on découvre le nouveau montant de sa prime à la fin du film. C'est aussi le premier film dans lequel apparait Nico Robin comme membre de l'équipage.
Les pirates trompés par Gasparade sont envoyés vers l'île de Navarone ou se trouve la base navale G8. Cette île apparaitra plus tard dans la série lors de l'arc G8.
Le serveur du bar vu au début du film apparait également dans le dixième film, Strong World.